# Enfonvelle
Enfonvelle település Franciaországban, Haute-Marne megyében. Lakosainak száma 71 fő (2022. január 1.). Enfonvelle Fresnes-sur-Apance, Melay, Blondefontaine, Jonvelle, Villars-le-Pautel és Châtillon-sur-Saône községekkel határos.

## Népesség
A település népességének változása:
| Lakosok száma | 175  | 134  | 119  | 85   | 76   | 72   | 68   | 61   | 64   | 71   |
|               | 1968 | 1982 | 1990 | 2006 | 2013 | 2015 | 2017 | 2019 | 2020 | 2022 |